# Mount Burnham, Västantarktis
Mount Burnham är ett berg i Antarktis. Det ligger i Västantarktis. Inget land gör anspråk på området. Toppen på Mount Burnham är 1 170 meter över havet.
Terrängen runt Mount Burnham är platt. Trakten är obefolkad. Det finns inga samhällen i närheten.